# José Antonio Ocaña Martínez
José Antonio Ocaña Martínez (Frieira, 1949) es un pintor y escultor español. Además de otros estudios universitarios, es Doctor en Bellas Artes por la Universidad Complutense de Madrid y amplió su formación plástica con artistas como Eduardo Arroyo, Antonio Saura, Joan Hernández Pijuan y Alfonso Fraile en el Círculo de Bellas Artes de Madrid.

## Biografía
Aunque nació en Galicia, ha desarrollado su obra en Madrid desde 1969. Ha escrito varios libros y artículos de revistas. Sobre su obra se han editado varias publicaciones, entre las que constan estudios y análisis de varios historiadores y críticos de arte como: Francisco Javier Limia Gardón, José Manuel Cruz Valdovinos, Juan Carlos García Alía, José Luis Arce Carrascoso, Miguel Ángel González García, Javier O'Conn y Rosendo Cid.